# Каменское сельское поселение (Челябинская область)
Ка́менское се́льское поселе́ние — муниципальное образование в Увельском районе Челябинской области Российской Федерации. В рамках административно-территориального устройства муниципальное образование  соответствует административно-территориальной единице Каменский сельсовет.
Административный центр — посёлок Каменский.

## История
Статус и границы сельского поселения установлены Законом Челябинской области от 17 сентября 2004 года № 277-ЗО «О статусе и границах Увельского муниципального района и сельских поселений в его составе».

## Население
| 2002  | 2010  | 2011  | 2012  | 2013  | 2014  | 2015  |
| ----- | ----- | ----- | ----- | ----- | ----- | ----- |
| 3440  | ↘3356 | ↗3360 | ↘3332 | ↘3318 | ↘3317 | ↘3268 |
| 2016  | 2017  | 2018  | 2019  | 2020  | 2021  | 2023  |
| ↗3279 | ↗3290 | ↗3292 | ↘3268 | ↘3205 | ↗3216 | ↘3152 |

## Состав сельского поселения
| № | Населённый пункт | Тип населённого пункта          | Население |
| - | ---------------- | ------------------------------- | --------- |
| 1 | Берёзовка        | посёлок                         | ↗896      |
| 2 | Зелёный Лог      | посёлок                         | ↘206      |
| 3 | Кабанка          | село                            | ↘183      |
| 4 | Каменский        | посёлок, административный центр | ↘1862     |
| 5 | Подгорный        | посёлок                         | ↘209      |